# Tinashe
Tinashe Jorgensen Kachingwe (Lexington, Kentucky, 1993. február 6. –) amerikai énekesnő, dalszerző, táncművész, színésznő.

## Élete
Zimbabwei bevándorlók gyermekeként született és első éveit Kentucky-ban töltötte, ahonnnan a család Los Angelesbe költözött.  2012-ben Tinashe egy mixtape-et rögzített (In Case We Die) otthon, és tett közzé a Youtube-on. Ezt követően szerződtette az RCA Records.

## További információ
- Hivatalos oldal
- Tinashe a Facebookon
- Tinashe a PORT.hu-n (magyarul)
- Tinashe az Internet Movie Database-ben (angolul)
- Tinashe a Rotten Tomatoeson (angolul)